# Công tước Maximilian xứ Wied-Neuwied
Công tước Maximilian xứ Wied-Neuwied (23 tháng 9 năm 1782 - ngày 03 tháng 2 năm 1867) là một nhà thám hiểm, dân tộc học và nhà tự nhiên người Đức. Ông đã dẫn đầu một đoàn thám hiểm tiên phong thám hiểm phía đông nam Brasil giữa 1815-1817, từ đó album Reise nach Brasilien, lần đầu tiên tiết lộ cho châu Âu hình ảnh thực sự của người Anh Điêng Brasil, là kết quả cuối cùng. Nó đã được dịch sang nhiều ngôn ngữ và được công nhận là một trong những đóng góp lớn nhất đối với các kiến thức về Brasil vào đầu thế kỷ XIX. Năm 1832, ông bắt tay vào cuộc thám hiểm khác, lần này đến Bắc Mỹ, cùng với họa sĩ Karl Bodmer Thụy Sĩ.
Công tước Maximilian thu thập nhiều ví dụ về dân tộc học, và một số lượng lớn mẫu vật của các hệ động thực vật của khu vực, vẫn còn lưu giữ trong bộ sưu tập bảo tàng, đặc biệt là trong Lindenmuseum, Stuttgart.. Chi Neuwiedia Blume (Orchidaceae) được đặt tên ông.

## Tiểu sử
Wied sinh ra tại Neuwied, là cháu trai của bá tước cầm quyền (sau năm 1784 là công tước) Johann Friedrich Alexander của Wied-Neuwied. Sinh ra ở cuối của Khai minh châu Âu, Maximilian đã trở thành bạn với hai nhân vật: Blumenbach Johann Friedrich, một nhà nhân loại học so sánh lớn mà Ngài nghiên cứu khoa học sinh học, và Alexander von Humboldt, người cố vấn của Maximilian. Ông gia nhập quân đội Phổ vào năm 1800 trong chiến tranh Napoleon, tăng cấp bậc lớn. Ông được cho nghỉ phép vắng mặt từ quân đội vào năm 1815 (trước khi Napoleon thoát chạy khỏi Elba).
Wied đã dẫn đầu một đoàn thám hiểm tới phía đông nam Brasil từ 1815 đến 1817. Năm 1816, ông đã tìm thấy bộ tộc Botocudos, về mà ông đã đưa ra chi tiết chính xác lần đầu tiên. Do cuộc chiến tranh giữa các bộ lạc khác nhau của đất nước đã buộc ông phải từ bỏ con đường ban đầu của mình và vẫn cho một số thời gian gần một số di tích mà ông đã phát hiện ra. Phía bắc của sông Belmonte, ông đi xuyên qua các khu rừng, và sau khi rất nhiều khó khăn đến các tỉnh Minas Gerais. Thể trạng yếu ớt của ông buộc ông phải từ bỏ cuộc thám hiểm của ông, và ông đã bị bắt giữ nghi ngờ vô căn cứ trong ba ngày, và bị cướp một phần lớn của bộ sưu tập côn trùng và thực vật. Sau này, ông quyết tâm rời khỏi đất nước, và đi Đức vào ngày 10 tháng 5 năm 1817. Khi trở về, ông đã viết Reise nach Brasilien (1820-1821) và Beiträge zur Naturgeschichte von Brasilien (1825-1833).
Năm 1832, ông du hành đến khu vực Đại Bình nguyên Bắc Mỹ của Bắc Mỹ, cùng đi có họa sĩ Karl Bodmer Thụy Sĩ trên một hành trình ngược lên sông Missouri, và đã viết Reise in das Innere Nord-Amerikas (1840) trong lúc ông quay trở về. Trong suốt hành trình của mình, ông là một người ghi chép đầy cảm thông của về nền văn hóa của nhiều bộ lạc người Mỹ bản địa mà ông gặp, đặc biệt là Mandan và Hidatsa, những người sống ở làng định cư trên bờ của Missouri, nhưng cũng có dân tộc du mục như các Sioux, Assinaboine, Plains Cree, của Gros Ventres và các Blackfoot. Các bức tranh màu nước của Bodmer về cá nhân, đồ tạo tác và phong tục tập quán người da đỏ được công nhận là trong số những thông tin chính xác nhất và bao giờ thực hiện. Nhiều bức trong số này đã được vẽ lại dưới dạng chạm khắc màu bằng tay để minh họa cho ấn bản năm 1840.